# Orthogonioptilum olivescens
Orthogonioptilum olivescens är en fjärilsart som beskrevs av Sergius G. Kiriakoff 1963. Orthogonioptilum olivescens ingår i släktet Orthogonioptilum och familjen påfågelsspinnare. Inga underarter finns listade i Catalogue of Life.